# 小倉陸軍造兵廠
小倉陸軍造兵廠（こくらりくぐんぞうへいしょう）は、福岡県小倉市（現・北九州市小倉北区）にあった日本陸軍の兵器工廠である。

## 沿革
前身は、1894年（明治27年）の日清戦争のとき三井財閥の献納によって設営された野戦首砲廠の門司兵器修理所で、宇治火薬製造所とともに大阪砲兵工廠の所管であった。1897年には、門司兵器製造所と改称した（砲兵工廠條例、1879年10月10日明治12年陸軍省達達し79号、改正明治30年9月9日勅令）。
1916年（大正5年）、陸軍の中央機関であった陸軍造兵廠が直轄する6機関の1つである小倉兵器製造所となった。関東大震災のちの1927年（昭和2年）、被害を受けた東京砲兵工廠の集約移転先として小倉に工廠を作ることが決定され、小倉城内に駐屯していた歩兵第14連隊が北方に移った跡地と、本丸を除く小倉城内の敷地、買収した民有地23000坪が敷地に当てられる事になった。
1933年（昭和8年）に小倉工廠は完成し、1940年（昭和15年）に陸軍大臣直属の陸軍兵器本部が設置され、「小倉造兵廠」と改称された。1942年（昭和17年）には、城野にあった小倉陸軍兵器補給廠と共に、東京第二造兵廠の管轄になった。

## 設備
東西に最大735m、南北に最大1325m、総面積582,717m2（約176,000坪）もの敷地を誇った工廠で、小型戦車、小銃、機関銃、高射機関砲、砲弾、風船爆弾、化学兵器などを製造していた。
施設は本部と第一から第三製造所の区域に分かれており、現在の小倉城一帯（小倉北区城内）が本部区域であった。第一製造所（現在の大門1丁目付近）では軽戦車等の軍用車両や軍刀、風船爆弾等が製造されており、現在の金田1丁目付近にあたる第二製造所では機関銃や小銃といった機銃類、紫川沿いにあった第三製造所では毒ガス弾を含む砲弾類を製造していた。
全国に8つあった中央直轄の造兵廠の中では、生産額14%（2位）、人員数19%（3位）を占め、最盛期の1943年（昭和18年）末には約300棟の工場が立ち並び、職員と動員された学生等の総員数4万人が働く大規模な工廠となった。特に風船爆弾製造規模では当時日本最大であった。風船爆弾には丈夫な地元八女産の和紙が使用されたという。
このため1945年（昭和20年）にアメリカ軍が2度目の原子爆弾投下の際に、この風船爆弾工場を第一投下目標としたが、3度も爆撃航程に失敗したため第二投下目標であった長崎県長崎市に投下されている。詳しくは長崎市への原子爆弾投下の項を参照。

## 略史

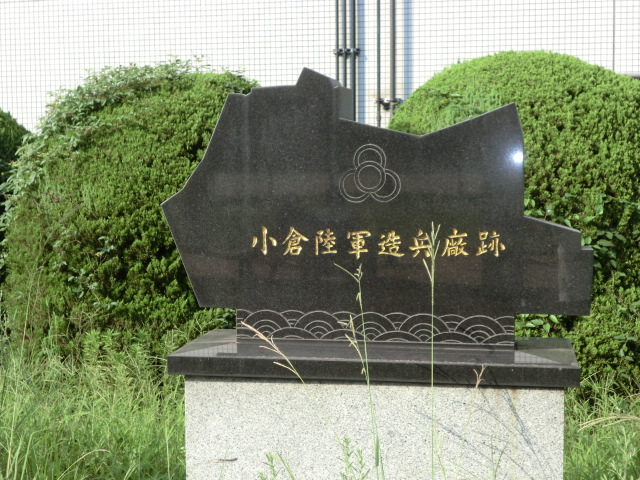
小倉陸軍造兵廠跡の碑。敷地の形がモチーフになっている。

- 1894年（明治27年） 福岡県門司市和布刈梶ヶ鼻（現北九州市門司区旧門司二丁目5番付近）に兵器製造所が設置される
- 1898年（明治31年） 「砲兵工廠派出所等職工入院治療の件」が達し。
- 1912年（大正元年） 小倉市へ移転
- 1916年（大正5年） 大阪砲兵工廠小倉兵器製造所となる
- 1928年（昭和3年） 東京砲兵工廠小倉兵器製造所となる
- 1933年（昭和8年） 10月 小倉工廠として独立
- 1940年（昭和15年） 小倉陸軍造兵廠に改名
- 1943年（昭和18年）8月 小倉造兵廠汚職事件が発覚。外部業者複数と工廠幹部多数が結託して架空取引を行い、浮かせた金を遊興や賄賂に使っていたというもので、50名以上が逮捕され、自らも金品を受け取っていた廠長の吉田智準少将は10月にピストル自殺に追い込まれた[3][4][5][6]。事件は戦時中には公表されず[3][5]、吉田廠長の自殺も表向きは心臓麻痺による病死とされた[3]。
- 1944年（昭和19年）6月16日 北九州市がB-29による大空襲を受ける。この空襲で倉庫が破壊され、約80人が死亡した。死者の半数は女子挺身隊であった。
- 1945年（昭和20年） 日本の敗戦により進駐した米軍第二十四団により接収される
- 1959年（昭和34年） 造兵廠跡地の接収が解除される

## 工廠長

### 陸軍造兵廠小倉工廠
工廠長
- 高橋貞夫 陸軍中将：1933年11月1日 - 1935年8月1日[7]
- 村井勝 陸軍中将：1935年8月1日[7] -
- 渡辺吉太郎 陸軍少将：1936年8月1日[8] -
- 白倉司馬太 陸軍少将：1938年7月15日[9] -

### 小倉陸軍造兵廠
廠長
- 吉田智準 陸軍大佐 → 少将[10]：1940年4月1日[11][12] - 1943年10月19日[10]
- 大幸喜三郎 陸軍中将：1943年10月19日[12] -

## 関連法規
1898年（明治31年）、高級副官から各師団参謀長と東京・大阪の砲兵工廠提理あてに「砲兵工廠派出所等職工入院治療の件」が通達されたことから、職工が怪我や病気を負った場合は、小倉衛戌病院で受診・治療・入院をすることが定められていた。

## 跡地

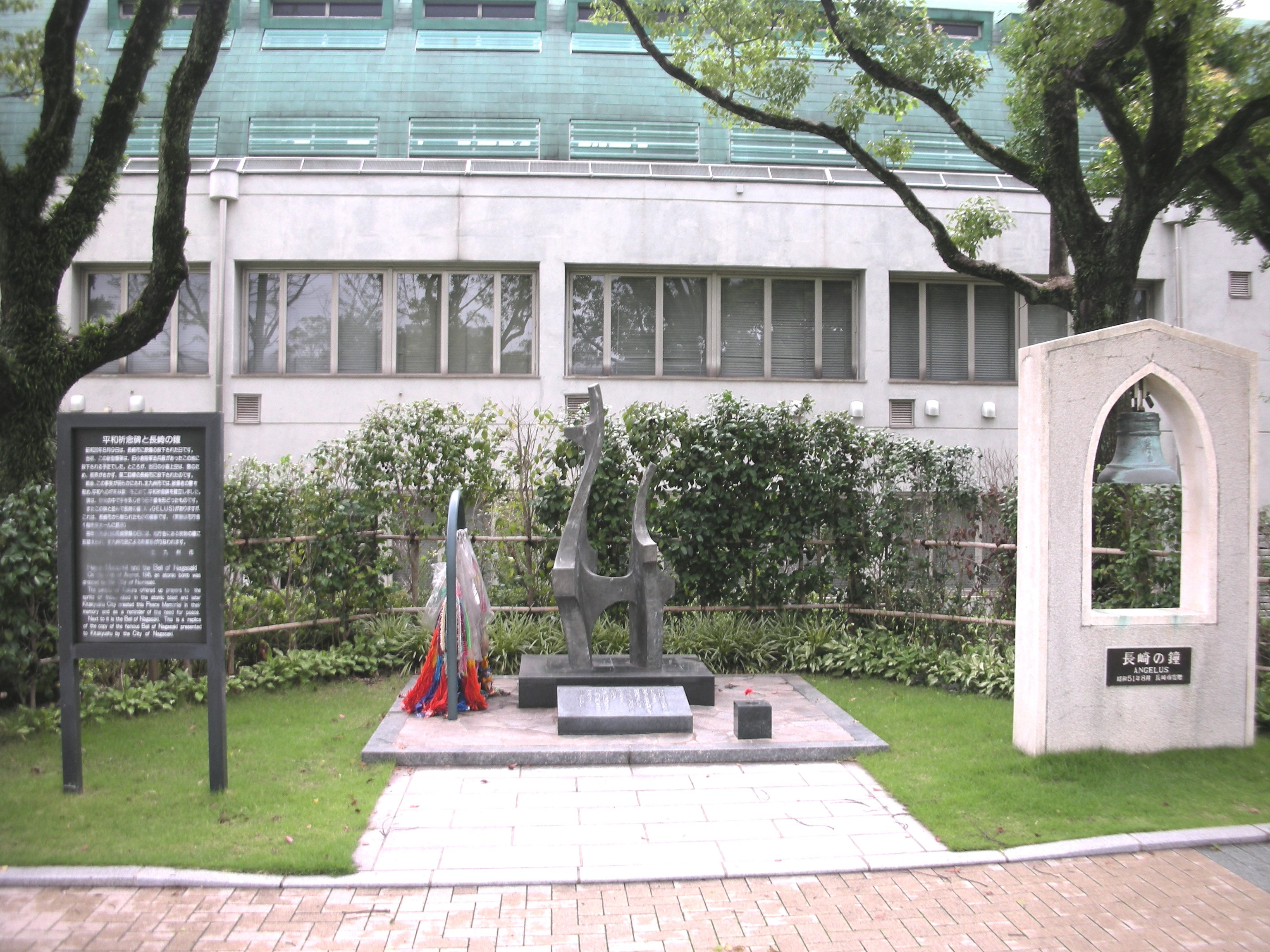
長崎の鐘（後ろの建物は北九州市立中央図書館）

接収解除された跡地は大規模な区画整理が成された。おおよその範囲は北側が現在の北九州市役所付近まで、東側が紫川沿いまで、南側が国道3号線沿いまで、西側が新小倉病院、福岡地方裁判所・家庭裁判所小倉支部付近までである。地名でいえば、大手町全域と、城内・田町・金田一丁目・原町二丁目及び木町一丁目の、各一部に相当する。
本部があった場所には、今は北九州市立中央図書館が建っている。

市役所付近の跡地の一部は勝山公園となり、前述のとおり原子爆弾の投下目標であったこと、この地に投下されず長崎市に投下されたことから、長崎市から贈られた平和の鐘が設置されており、毎年8月9日頃には千羽鶴が飾られている。
また近くの健和会大手町病院に隣接する広場にはモニュメントが設置されている。
この工場には今の日豊本線に繋がっていた輸送のための引き込み線があったが、現在その線路跡は「原町緑道」として整備されている。
巨大な地下施設があり、主要設備の抗堪施設、機関銃の試射場、通路等があったという。施設は殆どが当時のままで残っているといわれ、1998年（平成10年）8月9日に一部が一般公開された。